# Estany Pudent
Der Estany Pudent (stinkender See = katalanisch) ist der größte Binnensee auf der zu Spanien gehörenden Baleareninsel Formentera.
Er hat eine Länge von etwa 2300 Metern und besitzt bei einer Breite von gut 1500 Metern eine Oberfläche von etwa 340 ha.
Der See ist recht flach, seine größte Tiefe beträgt nur wenige Meter.
Im Nordwesten befindet sich der Hafenort Sa Savina und im Südosten befindet sich Es Pujols, der bedeutendste Badeort der Insel.
An der nordöstlichsten Stelle des Sees liegen die heute noch bewirtschafteten Salinen, die mittlerweile wegen ihres Reichtums an Tier- und Pflanzenarten unter Naturschutz stehen.